# Ramón Bustos
Ramón Bustos (Buenos Aires, septiembre de 1810 - Villanueva, partido de La  Matanza, 1856) fue un militar argentino, de activa participación en las guerras civiles argentinas, en la luchas contra los indígenas y en la Guerra Grande uruguaya.

## Biografía
Era hijo del después general, gobernador y caudillo federal Juan Bautista Bustos. Se instaló con su padre en Córdoba en 1818, y estudió en el colegio de Monserrat de esa ciudad. En 1826 fue becado por el gobierno de la provincia, junto a otros jóvenes, a estudiar en Inglaterra.
Se enroló en el ejército provincial alrededor de 1828, y combatió a órdenes de su padre en San Roque y La Tablada; y a órdenes de Facundo Quiroga en la batalla de Oncativo. Se refugió en Santa Fe, y regresó a Córdoba con el ejército porteño en 1831, tras la prisión de Paz y la retirada de Lamadrid. Sirvió a órdenes del coronel José Ruiz Huidobro en la campaña al desierto de 1833, y poco después participó en la revolución del coronel Del Castillo contra los hermanos Reynafé.
Huyó a Buenos Aires y pasó al servicio de fronteras con los indígenas, pasando luego a ser edecán del gobernador Juan Manuel de Rosas. En 1838 acompañó a Estanislao López de regreso a Santa Fe, después de haber comprobado en Buenos Aires que su enfermedad era incurable.
En 1839, con el grado de teniente coronel, fue puesto al mando del fuerte de Tapalqué, donde venció al cacique Manuel Baigorria, un exoficial unitario refugiado entre los ranqueles; en esta ocasión le salvó la vida el soldado Donato Álvarez, que muchos años más tarde llegaría a ser teniente general.
Luchó en la batalla de Chascomús y formó a órdenes de Ángel Pacheco en las campañas contra Lavalle y Lamadrid, combatiendo en Quebracho Herrado, Sancala y Rodeo del Medio.
A órdenes de Manuel Oribe –y ascendido al grado de coronel– participó en la batalla de Arroyo Grande (1842). A órdenes de Justo José de Urquiza luchó en Puntas del Sauce y en la batalla de India Muerta (1845), en el Uruguay. Pasó luego a ser el segundo de la división del general Servando Gómez.
Cuando se produjo la invasión de Urquiza al Uruguay en 1851, junto con los coroneles Mariano Maza, Pedro Ramos, Jerónimo Costa y José María Flores, se embarcó hacia Buenos Aires, mientras sus soldados eran incorporados a la fuerza al Ejército Grande de Urquiza. Participó en la batalla de Caseros. 
Fue dado de baja, pero a los pocos meses fue reincorporado; ocupó la jefatura del departamento militar de Dolores. Al estallar la revolución del 11 de septiembre de 1852, el gobernador Manuel Pinto lo hizo arrestar y deportar a Montevideo.
Regresó al estallar la revolución del coronel Hilario Lagos, en diciembre, y participó en la batalla de San Gregorio. Se incorporó al sitio de Buenos Aires, hasta que fueron derrotados en el mes de julio siguiente. Fue nuevamente dado de baja. Reincorporado al poco tiempo, sirvió en la frontera sur de la provincia de Buenos Aires, como comandante de Azul y Tapalqué. Renunció por razones de salud.
En octubre de 1855 participó, a órdenes de Flores, de una fracasada invasión al norte de la provincia de Buenos Aires.
En enero de 1856 se unió a la invasión del general Jerónimo Costa, que desembarcó en Zárate con muy poca gente. Contaban con poder reunir muchos voluntarios y desertores, pero fueron alcanzados por el ejército del general Emilio Conesa en Villanueva, partido de La Matanza. Se rindieron después de una inútil resistencia, pero no se tuvo en cuenta la rendición: el gobernador Pastor Obligado había dictado la pena de muerte para todos los oficiales implicados, declarándolos bandidos, para no tener que respetarlos como a enemigos.
Junto a casi todos los demás oficiales, fue fusilado en el lugar de la batalla, en febrero de 1856.